# Getsemaní

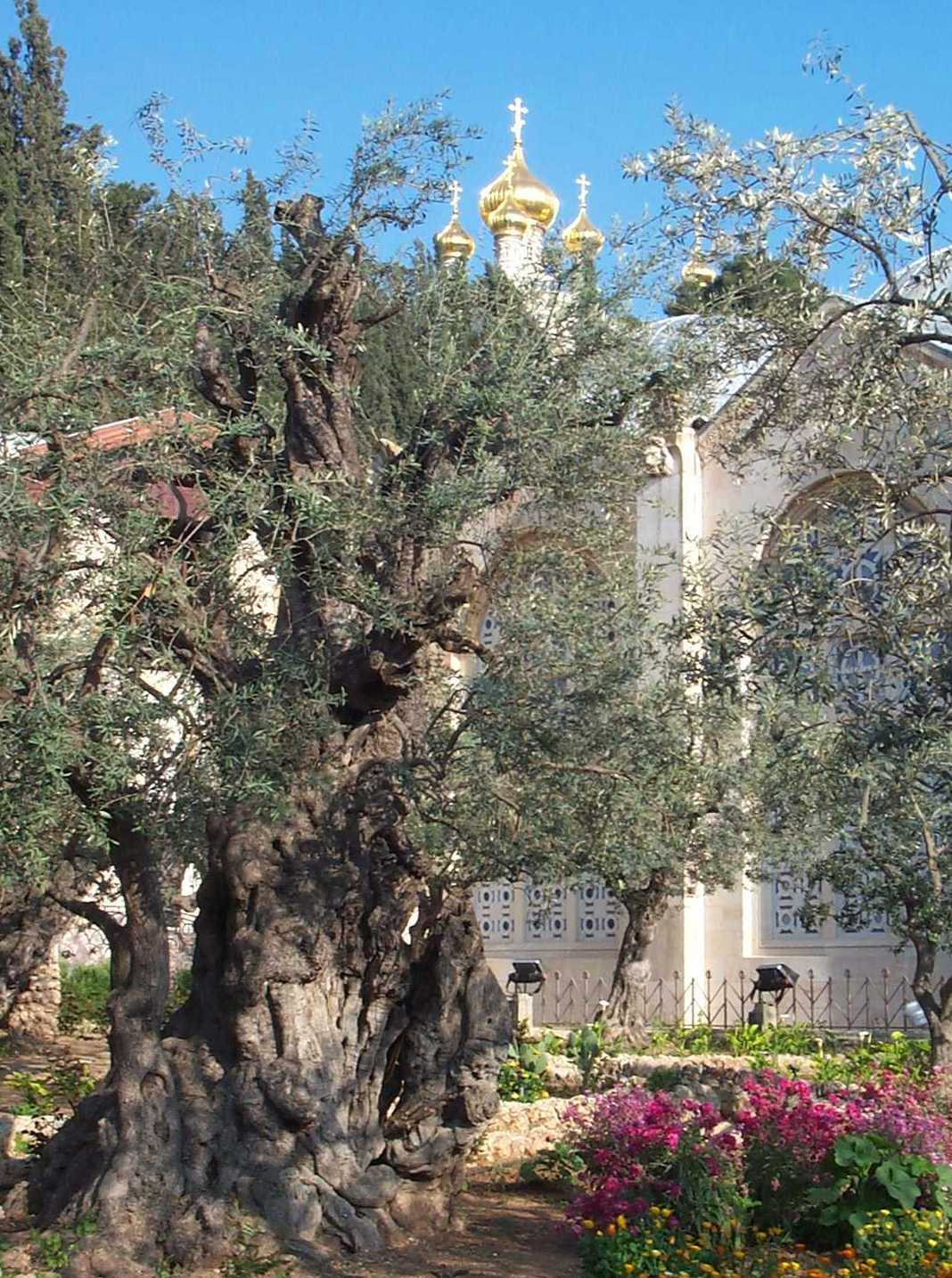
El jardí de Getsemaní

El jardí de Getsemaní (grec Γεθσημανή, Gethsēmani hebreu:גת שמנים, de l'arameu גת שמנא, Gaṯ Šmānê, "molí d'oli"), fou on, segons el Nou Testament i la tradició cristiana, Jesús i els seus deixebles van anar després de la Santa Cena la nit abans de la crucifixió. Va ser també l'escenari de la traïció de Jesús per part del seu deixeble Judes Iscariot.

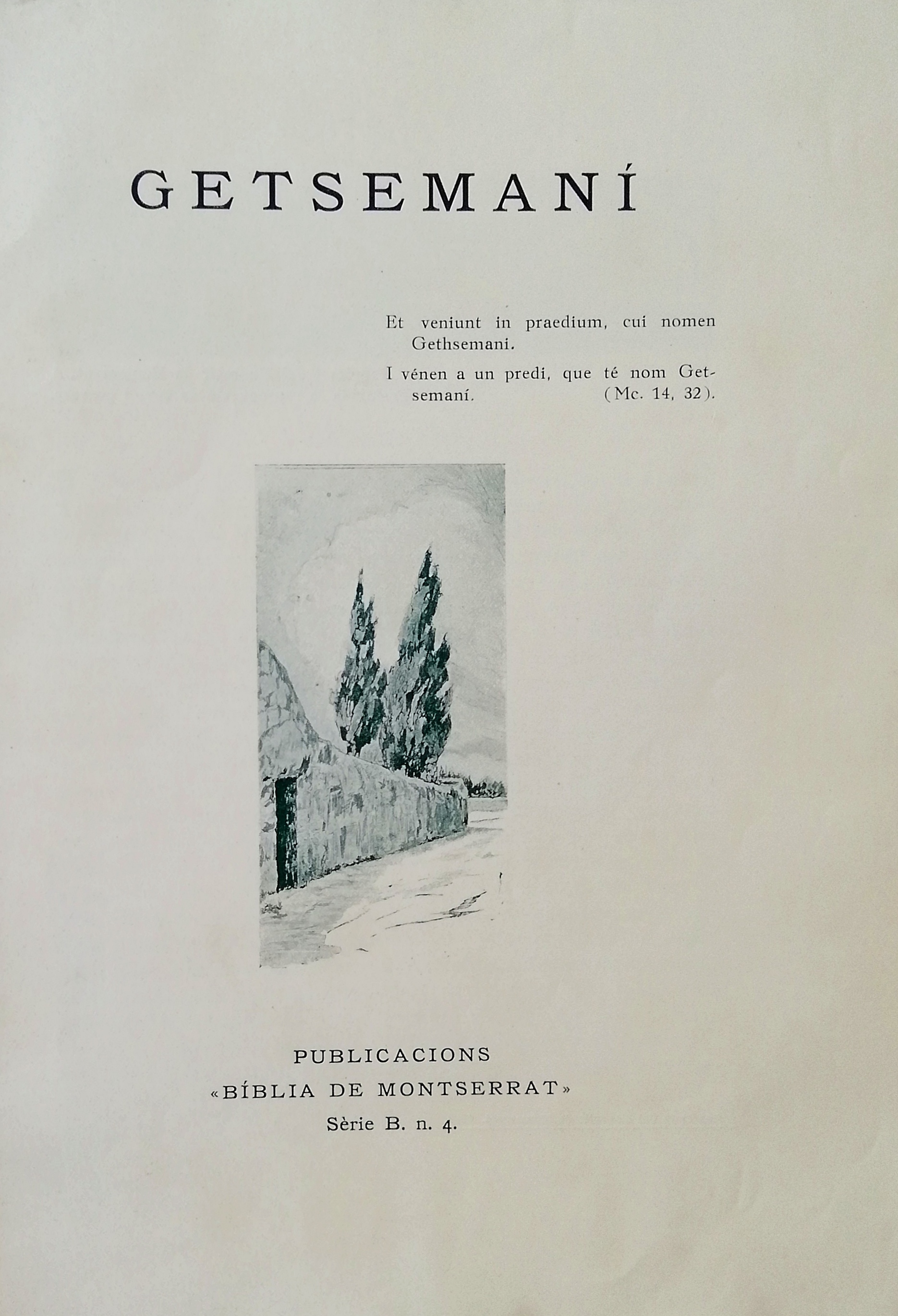
Llibre dedicat a Getsemaní, amb 20 il·lustracions, publicat pel Monestir de Montserrat l'any 1929

El jardí es troba al peu del Mont de les Oliveres, actualment dins de Jerusalem, Israel, a la vall del Kudron, a l'est de la ciutat.